# Veronica Franco
Veronica Franco (25. března 1546 Benátky – 22. července 1591 Benátky) byla italská básnířka a kurtizána žijící v Benátkách. Je známá pro svou pozoruhodnou klientelu, obhajování feminismu, literární příspěvky a filantropii. Její humanistické vzdělání a kulturní příspěvek ovlivnily společenské postavení kurtizán v pozdní benátské renesanci .
Ve svých pozoruhodných dílech, Capitoli in Terze rime a Lettere familiari a diversi („Známé dopisy různým lidem“), využívala Franco vnímanou ctnost, rozum a spravedlnost, aby radila mužským a dalším mužským elitám. Díky své pověsti a vlivu byla schopna obhájit autonomii ve svém autorství více než ostatní benátské spisovatelky té doby.

## Život
Veronica Franco se narodila do rodiny ve třídě Cittadini. V renesanční benátské společnosti se jí podařilo dosáhnout postavení jako tzv. cortigiana onesta (ctěná kurtizána), což byla intelektuálně zdatná sexuální pracovnice, která své postavení ve společnosti odvozuje od vytříbenosti a kulturního rozhledu. Byly najímány na dlouhodobé kontrakty na rozdíl od jiných prostitutek, tzv. cortigiana di lume nebo meretrice („nevěstky“), které byly prostitutkami nižší třídy, a které měly tendenci žít a provozovat své řemeslo poblíž mostu Rialto. 
Ačkoliv byla Franco žena, tak se jí podařilo získat solidní humanistické vzdělání od vychovatele jejího bratra. Taková situace byla v tehdejší benátské společnosti zcela jedinečná. Sama se však se získaným vzděláním nespokojila a aktivně se dále vzdělávala tím, že se mísila do skupiny učených mužů, spisovatelů a malířů.  Tak se dostala až patronovi a rádci benátských spisovatelek Domenicu Venierovi.  
Další dovednosti se potom Franco naučila od své matky Paoly Fracassa, která jí dohazovala vhodné klienty a také ji zprostředkovala sňatek. Franco nebyla ještě ani dospělá, když byla provdána za zralého bohatého lékaře jménem Paolo Panizza. Svým dětem potom dopřála vzdělání tím, že do domácnosti přijala několik učitelů.
Aby se sama uživila, tak se začala Franco nabízet jako kortigiana bohatým mužům. Rychle si vytvořila okruh svých zákazníků, zejména z mužů z předních benátských patricijských rodin, a dokonce pracovala deset dní pro francouzského krále Jindřicha III.
Franco vydala dvě sbírky poezie: Terze rime v roce 1575 a Lettere familiari a diversi v roce 1580. Dále vydala knihy dopisů a shromáždila díla jiných předních spisovatelů do antologií.  Přestože byla úspěšná ve své činnosti, tak nezapomněla založit charitu pro kurtizány a jejich děti. 
V roce 1565, když jí bylo asi 20 let, byla Veronica Franco uvedena v Catalogo de tutte le principal et più honorate cortigiane di Venetia („Katalog všech hlavních a nejváženějších kurtizán Benátek“), který uváděl jména, adresy a poplatky nejvýznamnějších benátských prostitutek; její matka tam byla uvedena jako osoba, které by měl být poplatek zaplacen (její „prostředník“). Z dochovaných záznamů víme, že v době, kdy jí bylo 18 let, byla Franco krátce vdaná a porodila své první dítě. Nakonec měla šest dětí, z nichž tři zemřely ještě v dětském věku.
V 70. letech 16. století patřila k jedné z prestižních literárních skupin města, účastnila se diskusí, přispívala a upravovala poezii vkládanou do antologií.
Zatímco jiné „ctihodné“ ženy ve městě požívaly automatickou ochranu společnosti, tak Franco jako jedna z più honorate cortigiane si musela najít vlastní cestu. Při svém studiu hledala patrony mezi vzdělanými muži, kteří ji následně společenskou ochranu poskytovali.
V roce 1575 musela opustit město kvůli epidemii moru. Kvůli tomu přišla o velkou část majetku, protože během epidemie byl její dům vyrabován. Když se v roce 1577 vrátila, tak byla navíc obviněna z čarodějnictví a musela se hájit před inkvizicí. Taková obvinění byla v té době vznášena vůči kurtizánám často. Všechna obvinění proti ní však byla stažena v důsledku jejích úzkých vazeb na benátskou šlechtu.
Její další osudy jsou nejasné. Podle dochovaných záznamů sice získala svobodu, ale v důsledku ztráty většiny majetku se výrazně zhoršila její ekonomická situace. S tím byla spojena i ztráta prosperity, byť nežila v úplné chudobě. Po roce 1580 potom už máme o jejím životě naprosté minimum informací, ani dále nevydala žádné svoje nové dílo.

## Spisy
V roce 1575 ji vyšla první básnická sbírka Terze rime. Ta je členěna na 18 capitoli (veršovaných epištol), které napsala Franco, a 7 dalších od mužů píšících chválu na autorku. Ve stejném roce vypukl v Benátkách mor, který trval dva roky a způsobil, že Franco opustila město a ztratila většinu ze svého majetku. Po svém návratu v roce 1577 neúspěšně navrhla městské radě, aby zřídila domov pro chudé ženy, jehož by se stala správkyní. Sama do té doby vychovala nejen svoje děti, ale i své synovce, kteří kvůli moru osiřeli.
V roce 1580 publikovala Franco svoje Lettere familiari a diversi („Známé dopisy různým lidem“), které obsahují 50 dopisů a také dva sonety adresované francouzskému králi Jindřichu III., který ji navštívil šest let předtím. 
Úspěch Veronicy Franco nebyl určen pouze jejím nadáním coby kurtizány, ale byl to také její vtip a často kritický hlas, které s oblibou zveřejňovala. Záznamy naznačují, že náklad vydaných publikací byl omezený, proto se předpokládá, že si vydání svých děl platila sama nebo šlo o soukromé publikace. Její dílo bylo později zahrnuto do antologie básnířek v 18. století (1726), kterou editovala Luisa Bergalli.
| „                 | Když jsme také ozbrojené a vycvičené, můžeme muže přesvědčit, že máme ruce, nohy i srdce jako vy stejné; a i když jsou naše vlastnosti jemnost a poddajnost, tak mnozí mužové byť jemní projevují statečnost; a jiní zase hrubí a drsní ukazují svou zbabělost. Ženy ještě neví, co si s tím počít, však kdyby vybrat si mohly, bojovat až do smrti byly by schopny a dokázat tak, že pravdu mám. Potom jim v tom sama příklad dám a ony se budou s jemností loučit. | “ |
| — Veronica Franco | |   |

Důležitou roli sehrála v literárních kruzích a v benátské společnosti její polemická literární bitva s Maffiem Venierem. Výše zmiňovaná báseň, z Kapitoly 16, Výzva básníkovi, který ji očernil – je považována za jednu z mnoha adresovaných Maffio Venierovi. Tyto básně jsou Capitolo XIII, XVI a XXIII v její literární publikaci Terze Rime. Polemická literární bitva mezi Veronicou Franco a Maffio Venierem prošla do dnes mnoha literárními analýzami.

## Posmrtné přijetí
Život Veronici Franco byl popsán v roce 1992 v knize The Honest Courtesan od americké autorky Margaret F. Rosenthalové.
Ve filmu Nebezpečná krása (Dangerous Beauty) z roku 1998 ztvárnila Veronicu Franco Catherine McCormack. Scénář filmu je založený na knize M. F. Rosenthalové.
Po roce 2000 potom proběhla vědecká diskuze na téma, „co to znamenalo být veřejnou ženou v Benátkách před pěti sty lety“. Téma zahrnovalo celou dualitu její osobnosti, tedy jak kurtizánu, tak publikovanou básnířku. O Franco se proto hovoří jako o „živém představení veřejného umění – uznávané kurtizáně, jejíž tělo bylo k dispozici exkluzivní klientele, a současně publikovaném autorovi určeném veřejnosti“.  Literární dílo básnířky ukazuje její snahu bránit ženy jako masu a to ve formátu, který lze studovat. Tím naprosto předběhla svou dobu.
Franco je také zobrazena v srbském románu Stampar I Veronica z roku 2012, jejímž autorem je srbská spisovatelka Katarina Brajović.